# بارآوری آهن

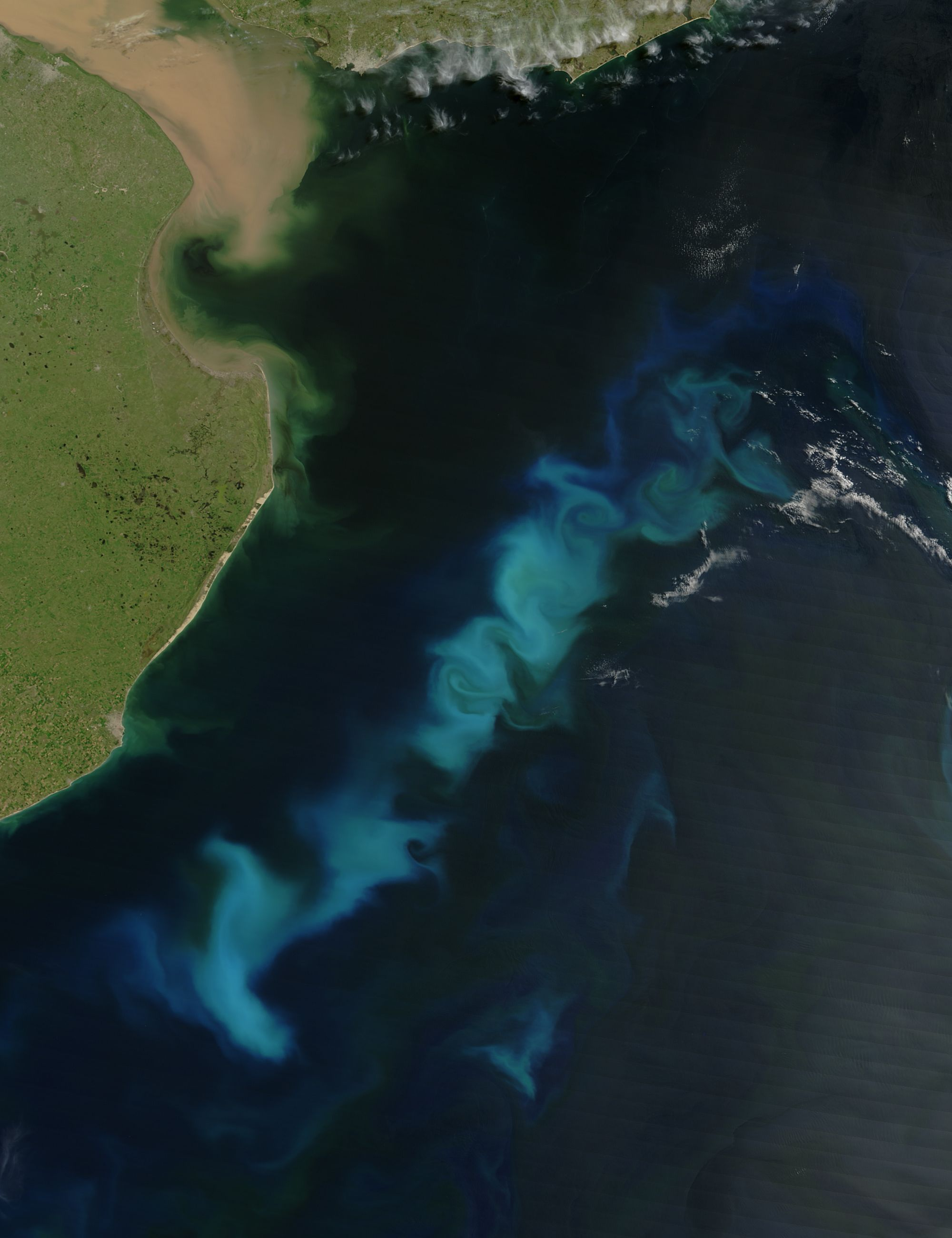
یک فیتوپلانکتون اقیانوسی در اقیانوس اطلس جنوبی، در سواحل آرژانتین که مساحتی در حدود ۳۰۰در ۵۰مایل (۵۰۰در ۸۰کیلومتر) را پوشش داده است.

بارآوری آهن (به انگلیسی: Iron Fertilisation) افزودن آهن در آب اقیانوس‌ها برای گسترش جمعیت فیتوپلانکتون‌ها است.
بارآوری آهن می‌تواند به صورت طبیعی و مصنوعی رخ دهد.

## اهمیت فیتوپلانکتون‌ها در محیط زیست
فیتوپلانکتون‌ها که میکروارگانیسم‌های موجود در آب اقیانوس‌ها یا رسوب‌های اقیانوسی هستند (در خشکی نیز موجود هستند)، اهمیت بسزایی در حفظ چرخه‌های شیمیایی و زیست‌محیطی در طبیعت دارند. تلمبه‌های زیستی، چرخه کربن ، خوراک برخی آبزیان، چرخه گوگرد، تثبیت نیتروژن و تولیدات زیست‌بنیان شیمیایی (مانند نفت و زغال سنگ) از مهمترین کارکردهای فیتوپلانکتون‌های موجود در آب هستند. بررسی دانشمندان نشان داد که فیتوپلانکتون‌ها از آهن موجود در آب اقیانوس تغذیه می‌کنند.

## بارآوری طبیعی
بارآوری طبیعی آهن، که به صورت طبیعی به عنوان بخشی از چرخه آهن اتفاق می‌افتد. باعث افزایش زیست‌توده در اکوسیستم می‌گردد.